# 庐山芙蓉
庐山芙蓉（学名：Hibiscus paramutabilis）为锦葵科木槿属下的一个种。

## 扩展阅读
- 維基物種上的相關：庐山芙蓉